# بيلي ديكسون (لاعب كرة قدم)
بيلي ديكسون (بالإنجليزية: William Dickson)‏ (8 أبريل 1945 في المملكة المتحدة - ) هو لاعب كرة قدم بريطاني في مركزي الدفاع والظهير. شارك مع منتخب اسكتلندا لكرة القدم. أما مع النوادي، فقد لعب مع نادي كيلمارنوك ونادي ماذرويل وهاميلتون أكاديميكال ورابطة كرة القدم الاسكتلندية الحادية عشر ‏.

## مسيرته الكروية
لعب بيلي ديكسون خلال مسيرته الاحترافية مع 3 أندية في اثنا عشر موسمًا وسجل خلالها 6 أهداف ضمن 201 مباراة. ولم يفز بأي موسم بالكأس وفاز في موسم واحد بالدوري.
خاض بيلي ديكسون مسيرته مع نادي كيلمارنوك في موسم 1964–65 ليلعب معه عشرة مواسم، مشاركًا في 186 مباراة سجل خلالها 6 أهداف. ثم انتقل إلى نادي ماذرويل في موسم 1974–75 لمدة موسم واحد، حيث شارك في 12 مباراة ولم يسجل أي هدف. لينتقل بعدها إلى نادي هاميلتون أكاديميكال في موسم 1977–78 لمدة موسم واحد، مشاركًا في 3 مباريات ولم يسجل أي هدف أيضًا.

## وصلات خارجية
- بيلي ديكسون على موقع الاتحاد الإسكتلندي (الإنجليزية)
- بيلي ديكسون على موقع قاعدة بيانات كرة القدم.إي يو (الإنجليزية)
- بيلي ديكسون على موقع ناشيونال فوتبول تيمز (الإنجليزية)